# فرست ابوظبی بانک
فرست ابوظبی بانک (عربی: بنك أبوظبي الأول) شرکت خدمات مالی و بانکداری اماراتی است، که در سال ۲۰۱۷ تأسیس شد.